# Longobucco
Longobucco est une commune de la province de Cosenza, dans la région de Calabre, en Italie.

## Administration
| Période                                  | Période | Identité | Étiquette | Qualité |
| ---------------------------------------- | ------- | -------- | --------- | ------- |
|                                          |         |          |           |         |
| Les données manquantes sont à compléter. |         |          |           |         |

### Hameaux
Destro, Ortiano, Manco, Cava di Melis e San Pietro in Angaro

### Communes limitrophes
Acri, Bocchigliero, Caloveto, Celico, Corigliano Calabro, Cropalati, Paludi, Pietrapaola, Rossano, San Giovanni in Fiore, 

#### Personnalités liées à Longobucco
Francesco Ioele (dit Frankie Yale) est né à Longobucco (Calabre, Italie) en 1893. Il était un membre du gang des Five Points à Manhattan mené par Johnny Torrio.